# تشاك تايلور (مصارع محترف)
تشاك تايلور (بالإنجليزية: Chuck Taylor)‏ هو مصارع محترف أمريكي، ولد في 22 أبريل 1986 في موراي في الولايات المتحدة.

## روابط خارجية
- تشاك هوارد على موقع IMDb (الإنجليزية)
- تشاك هوارد على موقع قاعدة بيانات الفيلم (الإنجليزية)
- تشاك هوارد على موقع WrestlingData.com (الإنجليزية)
- تشاك هوارد على موقع CageMatch worker (الإنجليزية)
- تشاك هوارد على موقع قاعدة بيانات المصارعة على الإنترنت (الإنجليزية)
- تشاك هوارد على موقع عالم المصارعة على الإنترنت (الإنجليزية)